# Caribbean Cup 1992
De Caribbean Cup 1992 was de 4de editie van het internationale voetbaltoernooi voor de leden van de Caraïbische Voetbalunie (CFU). Het toernooi werd van 17 juni tot en met 27 juni 1992 gehouden in Trinidad en Tobago. Gastland Trinidad en Tobago won de titel voor de tweede keer door Jamaica in de finale te verslaan. Voordat het toernooi van start kon gaan konden landen zich kwalificeren door een kwalificatietoernooi.

## Kwalificatie

### Deelnemers
| Ronde                      | Landen | Aantal |
| -------------------------- | --- | ------ |
| Starten in de Kwalificatie | Groep 1 - Saint Vincent en de Grenadines - Barbados - Nederlandse Antillen - Grenada Groep 2 - Martinique - Sint Maarten - Kaaimaneilanden Groep 3 - Suriname - Frans-Guyana - Guyana - Aruba Groep 4 - Antigua en Barbuda - Saint Kitts en Nevis - Britse Maagdeneilanden - Montserrat Groep 5 - Guadeloupe - Dominica - Saint Lucia Groep 6 - Cuba - Anguilla | 20     |
| Start in Groepsfase        | - Trinidad en Tobago (Gastland) - Jamaica (Titelhouder) | 2      |

### Groep 1
| Team                           | Gsp | W | G | V | DV | DT | DS | Ptn |
| ------------------------------ | --- | - | - | - | -- | -- | -- | --- |
| Saint Vincent en de Grenadines | 3   | 1 | 2 | 0 | 5  | 4  | +1 | 4   |
| Barbados                       | 3   | 1 | 1 | 1 | 4  | 4  | 0  | 3   |
| * Nederlandse Antillen         | 3   | 1 | 1 | 1 | 3  | 3  | 0  | 3   |
| Grenada                        | 3   | 0 | 2 | 1 | 1  | 2  | –1 | 2   |

|  |          |       |         |          |
|  | Barbados | 1 – 1 | Grenada | Barbados |
|  |          |       |         | Barbados |

|  |                                |       |                      |          |
|  | Saint Vincent en de Grenadines | 2 – 2 | Nederlandse Antillen | Barbados |
|  |                                |       |                      | Barbados |

|  |          |       |                      |          |
|  | Barbados | 1 – 0 | Nederlandse Antillen | Barbados |
|  |          |       |                      | Barbados |

|  |                                |       |         |          |
|  | Saint Vincent en de Grenadines | 0 – 0 | Grenada | Barbados |
|  |                                |       |         | Barbados |

|  |          |       |                                |          |
|  | Barbados | 2 – 3 | Saint Vincent en de Grenadines | Barbados |
|  |          |       |                                | Barbados |

|  |         |       |                      |          |
|  | Grenada | 0 – 1 | Nederlandse Antillen | Barbados |
|  |         |       |                      | Barbados |

### Groep 2
| Team            | Gsp | GW | G | V | DV | DT | DS | Ptn |
| --------------- | --- | -- | - | - | -- | -- | -- | --- |
| Martinique      | 2   | 1  | 1 | 0 | 8  | 1  | +7 | 3   |
| Sint Maarten    | 2   | 1  | 1 | 0 | 5  | 3  | +2 | 3   |
| Kaaimaneilanden | 2   | 0  | 0 | 2 | 2  | 11 | –9 | 0   |

|  |            |       |                 |              |
|  | Martinique | 7 – 0 | Kaaimaneilanden | Sint Maarten |
|  |            |       |                 | Sint Maarten |

|  |              |       |                 |              |
|  | Sint Maarten | 4 – 2 | Kaaimaneilanden | Sint Maarten |
|  |              |       |                 | Sint Maarten |

|  |              |       |            |              |
|  | Sint Maarten | 1 – 1 | Martinique | Sint Maarten |
|  |              |       |            | Sint Maarten |

### Groep 3
| Team         | Gsp | GW | G | V | DV | DT | DS  | Ptn |
| ------------ | --- | -- | - | - | -- | -- | --- | --- |
| Suriname     | 3   | 3  | 0 | 0 | 12 | 2  | +10 | 6   |
| Frans-Guyana | 3   | 1  | 1 | 1 | 5  | 4  | +1  | 3   |
| Guyana       | 3   | 1  | 1 | 1 | 4  | 5  | –1  | 3   |
| Aruba        | 3   | 0  | 0 | 3 | 0  | 10 | –10 | 0   |

|  |          |       |       |          |
|  | Suriname | 5 – 0 | Aruba | Suriname |
|  |          |       |       | Suriname |

|  |              |       |        |          |
|  | Frans-Guyana | 1 – 1 | Guyana | Suriname |
|  |              |       |        | Suriname |

|  |          |       |        |          |
|  | Suriname | 4 – 0 | Guyana | Suriname |
|  |          |       |        | Suriname |

|  |              |       |       |          |
|  | Frans-Guyana | 2 – 0 | Aruba | Suriname |
|  |              |       |       | Suriname |

|  |          |       |              |          |
|  | Suriname | 3 – 2 | Frans-Guyana | Suriname |
|  |          |       |              | Suriname |

|  |        |       |       |          |
|  | Guyana | 3 – 0 | Aruba | Suriname |
|  |        |       |       | Suriname |

### Groep 4
| Team                   | Gsp | GW | G | V | DV | DT | DS  | Ptn |
| ---------------------- | --- | -- | - | - | -- | -- | --- | --- |
| Antigua en Barbuda     | 3   | 3  | 0 | 0 | 8  | 0  | +8  | 6   |
| Saint Kitts en Nevis   | 3   | 2  | 0 | 1 | 14 | 1  | +13 | 4   |
| Britse Maagdeneilanden | 2   | 0  | 0 | 2 | 0  | 6  | –6  | 0   |
| Montserrat             | 2   | 0  | 0 | 2 | 0  | 15 | –15 | 0   |

|  |                      |       |                        |                      |
|  | Saint Kitts en Nevis | 4 – 0 | Britse Maagdeneilanden | Saint Kitts en Nevis |
|  |                      |       |                        | Saint Kitts en Nevis |

|  |                    |       |            |                      |
|  | Antigua en Barbuda | 5 – 0 | Montserrat | Saint Kitts en Nevis |
|  |                    |       |            | Saint Kitts en Nevis |

|  |                      |        |            |                      |
|  | Saint Kitts en Nevis | 10 – 0 | Montserrat | Saint Kitts en Nevis |
|  |                      |        |            | Saint Kitts en Nevis |

|  |                    |       |                        |                      |
|  | Antigua en Barbuda | 2 – 0 | Britse Maagdeneilanden | Saint Kitts en Nevis |
|  |                    |       |                        | Saint Kitts en Nevis |

|  |                      |       |                    |                      |
|  | Saint Kitts en Nevis | 0 – 1 | Antigua en Barbuda | Saint Kitts en Nevis |
|  |                      |       |                    | Saint Kitts en Nevis |

|  |            |     |                        |  |
|  | Montserrat | n/p | Britse Maagdeneilanden |  |
|  |            |     |                        |  |

### Groep 5
| Team        | Gsp | GW | G | V | DV | DT | DS | Ptn |
| ----------- | --- | -- | - | - | -- | -- | -- | --- |
| Guadeloupe  | 2   | 1  | 1 | 0 | 2  | 0  | +2 | 3   |
| Dominica    | 2   | 0  | 2 | 0 | 1  | 1  | 0  | 2   |
| Saint Lucia | 2   | 0  | 1 | 1 | 1  | 3  | –2 | 0   |

|  |            |       |          |             |
|  | Guadeloupe | 0 – 0 | Dominica | Saint Lucia |
|  |            |       |          | Saint Lucia |

|  |             |       |          |             |
|  | Saint Lucia | 1 – 1 | Dominica | Saint Lucia |
|  |             |       |          | Saint Lucia |

|  |             |       |            |             |
|  | Saint Lucia | 0 – 2 | Guadeloupe | Saint Lucia |
|  |             |       |            | Saint Lucia |

### Groep 6
|  |          |       |      |          |
|  | Anguilla | 0 – 3 | Cuba | Anguilla |
|  |          |       |      | Anguilla |

|  |      |       |          |      |
|  | Cuba | 5 – 0 | Anguilla | Cuba |
|  |      |       |          | Cuba |

## Gekwalificeerde landen
| Ploeg                          | Kwalificatie  | Aantal deelnames | Beste prestatie |
| ------------------------------ | ------------- | ---------------- | --------------- |
| Trinidad en Tobago             | Gastland      | 3                | Winnaar         |
| Jamaica                        | Kampioen 1991 | 3                | Winnaar         |
| Saint Vincent en de Grenadines | nr. 1 Groep 1 | 3                | Groepsfase      |
| Martinique                     | nr. 1 Groep 2 | 3                | Finale          |
| Suriname                       | nr. 1 Groep 3 | 1                |                 |
| Antigua en Barbuda             | nr. 1 Groep 4 | 1                |                 |
| Guadeloupe                     | nr. 1 Groep 5 | 2                | Groepsfase      |
| Cuba                           | Groep 6       | 1                |                 |

## Groepsfase

### Groep A
| Team               | pnt. | GS | W | V | G | DV | DT | DS  |
| ------------------ | ---- | -- | - | - | - | -- | -- | --- |
| Trinidad en Tobago | 6    | 3  | 3 | 0 | 0 | 10 | 1  | +9  |
| Martinique         | 4    | 3  | 2 | 0 | 1 | 9  | 4  | +5  |
| Suriname           | 1    | 3  | 0 | 1 | 2 | 2  | 6  | –4  |
| Antigua en Barbuda | 1    | 3  | 0 | 1 | 2 | 2  | 12 | –10 |

|              |          |       |                    |  |
| 17 juni 1992 | Suriname | 1 – 1 | Antigua en Barbuda |  |
| 17 juni 1992 |          |       |                    |  |

|              |                    |       |            |  |
| 17 juni 1992 | Trinidad en Tobago | 2 – 1 | Martinique |  |
| 17 juni 1992 |                    |       |            |  |

|              |            |       |                    |  |
| 19 juni 1992 | Martinique | 4 – 1 | Antigua en Barbuda |  |
| 19 juni 1992 |            |       |                    |  |

|              |                    |       |          |  |
| 19 juni 1992 | Trinidad en Tobago | 1 – 0 | Suriname |  |
| 19 juni 1992 |                    |       |          |  |

|              |            |       |          |  |
| 21 juni 1992 | Martinique | 4 – 1 | Suriname |  |
| 21 juni 1992 |            |       |          |  |

|              |                    |       |                    |  |
| 21 juni 1992 | Trinidad en Tobago | 7 – 0 | Antigua en Barbuda |  |
| 21 juni 1992 |                    |       |                    |  |

### Groep B
| Team                           | pnt. | GS | W | V | G | DV | DT | DS |
| ------------------------------ | ---- | -- | - | - | - | -- | -- | -- |
| Cuba                           | 5    | 3  | 2 | 1 | 0 | 3  | 0  | +3 |
| Jamaica                        | 5    | 3  | 2 | 1 | 0 | 3  | 0  | +3 |
| Guadeloupe                     | 2    | 3  | 1 | 0 | 2 | 1  | 3  | –2 |
| Saint Vincent en de Grenadines | 0    | 3  | 0 | 0 | 3 | 0  | 4  | –4 |

|              |            |       |                                |  |
| 17 juni 1992 | Guadeloupe | 1 – 0 | Saint Vincent en de Grenadines |  |
| 17 juni 1992 |            |       |                                |  |

|              |         |       |      |  |
| 17 juni 1992 | Jamaica | 0 – 0 | Cuba |  |
| 17 juni 1992 |         |       |      |  |

|              |      |       |                                |  |
| 19 juni 1992 | Cuba | 1 – 0 | Saint Vincent en de Grenadines |  |
| 19 juni 1992 |      |       |                                |  |

|              |         |       |            |  |
| 19 juni 1992 | Jamaica | 1 – 0 | Guadeloupe |  |
| 19 juni 1992 |         |       |            |  |

|              |      |       |            |  |
| 21 juni 1992 | Cuba | 2 – 0 | Guadeloupe |  |
| 21 juni 1992 |      |       |            |  |

|              |         |       |                                |  |
| 21 juni 1992 | Jamaica | 2 – 0 | Saint Vincent en de Grenadines |  |
| 21 juni 1992 |         |       |                                |  |

## Knock-outfase
|  | halve finale                 | halve finale                 |   |                              | finale                       | finale |
|  |                              |                              |   |                              |                              |        |
|  | 24 juni – Trinidad en Tobago |                              |   |                              |                              |        |
|  | Jamaica                      | 1                            |   |                              |                              |        |
|  | Martinique                   | 0                            |   |                              |                              |        |
|  |                              |                              |   |                              |                              |        |
|  |                              |                              |   |                              | 27 juni – Trinidad en Tobago |        |
|  |                              |                              |   |                              | Trinidad en Tobago           | 3      |
|  |                              | Jamaica                      | 1 |                              |                              |        |
|  |                              |                              |   |                              |                              |        |
|  |                              |                              |   |                              | derde plaats                 |        |
|  | 24 juni – Trinidad en Tobago | 24 juni – Trinidad en Tobago |   | 27 juni – Trinidad en Tobago | 27 juni – Trinidad en Tobago |        |
|  | Trinidad en Tobago           | 1                            |   | Martinique                   | 1 (5)                        |        |
|  | Cuba                         | 0                            |   |                              | Cuba                         | 1 (3)  |

### Halve finale
|              |               |       |            |                    |
| 24 juni 1992 | Jamaica       | 1 – 0 | Martinique | Trinidad en Tobago |
| 24 juni 1992 | Roderick Reid |       |            | Trinidad en Tobago |

|              |                    |       |      |                    |
| 24 juni 1992 | Trinidad en Tobago | 1 – 0 | Cuba | Trinidad en Tobago |
| 24 juni 1992 | Leonson Lewis      |       |      | Trinidad en Tobago |

### Troostfinale
|              |            |                                  |      |                                   |
| 27 juni 1992 | Martinique | 1 – 1 (n.v.) Strafschoppen 5 – 3 | Cuba | Port of Spain, Trinidad en Tobago |
| 27 juni 1992 |            |                                  |      | Port of Spain, Trinidad en Tobago |

### Finale
|              |                                                         |       |            |                                                        |
| 27 juni 1992 | Trinidad en Tobago                                      | 3 – 1 | Jamaica    | Port of Spain, Trinidad en Tobago Toeschouwers: 29,000 |
| 27 juni 1992 | Leonson Lewis 19' Russell Latapy 37' Clint Marcelle 85' |       | Graham 49' | Port of Spain, Trinidad en Tobago Toeschouwers: 29,000 |

| Kampioen Caribbean Cup 1992 |
| --------------------------- |
|                             |
| TRINIDAD EN TOBAGO 2e titel |